# Država Mokselj ili otkrivanje Velikorusije (knjiga)
«Država Mokselj ili otkrivanje Velikorusije» je knjiga koju je 2006. godine napisao ukrajinski društveni aktivist Vladimir Belinski, s ciljem da na što stručniji način, ali evidentno kontroverzan, prikaže manje poznatu istinu[nedostaje izvor] o formiranju etnosa današnjih Rusa i samog povijesnog nastanka i razvoja Ruskog carstva. Knjiga je uz korištenje raznih povijesnih izvora bogata raznim vrijednim povijesnim činjenicama[nedostaje izvor] te je pod imenom Olene Telige tiskana na ruskom jeziku. U knjizi je postavljen popis korištene literature iz čega se može primijetiti da je korišten niz međunarodnih riječnika i monografija iz 19. i 20. stoljeća. Korišteni su stari arapski te drugi izvori i autorski radovi priznatih svjetskih znanstvenika i istraživača.
Knjiga je u početku izazvala vrlo turbulentne reakcije među ruskim i ukrajinskim povjesničarima, ali i među samim političarima s tih podneblja. U knjizi se naime, uz stručne argumente, navodi da je Velika kneževina Moskva (spomenuta kao država «Mokselj») formirana uz pomoć tadašnjih mongolskih vlasti te da su na istom prostoru živjeli ugrofinski stanovnici odnosno plemena Merja, Mordvini, Mokši, Muromi i Meščera, iz čega autor stvara konačni zaključak da su upravo ta plemena bila odgovorna za formiranje danas moderne ruske nacije. Belinski u knjizi ruši 4 velika povijesna mita iz ruske povijesti i navodi da su kulturno naprednija slavenska plemena s prostora Novgoroda, poražena u krvavim sukobima, prisilno prihvatila autokratsku vlast iz Moskve.
Knjiga je pokrenula manju lavinu novih istraživanja i dodatne revizije povijesti istočnih Slavena među ruskim i ukrajinskim povjesničarima, dok je među političarima postala manje omiljena tema. Knjiga se i danas nalazi u prodaji.    

## Vanjske poveznice
- Країна Моксель, або чому московитів почали називати кацапами  Arhivirana inačica izvorne stranice od 18. studenoga 2011. (Wayback Machine)
- Страна Моксель или открытие Великороссии  Arhivirana inačica izvorne stranice od 16. kolovoza 2009. (Wayback Machine)
- Назва: Країна Моксель або Московія  Arhivirana inačica izvorne stranice od 18. rujna 2009. (Wayback Machine)
- Переклад із російської Івана АНДРУСЯКА[neaktivna poveznica]